# Vinchia
Vinchia är en ort i Indien.   Den ligger i distriktet Rājkot och delstaten Gujarat, i den västra delen av landet, 900 km sydväst om huvudstaden New Delhi. Vinchia ligger 175 meter över havet och antalet invånare är 12 355.
Terrängen runt Vinchia är platt. Runt Vinchia är det ganska tätbefolkat, med 207 invånare per kvadratkilometer. Vinchia är det största samhället i trakten. Trakten runt Vinchia består till största delen av jordbruksmark.